# Neuensalz

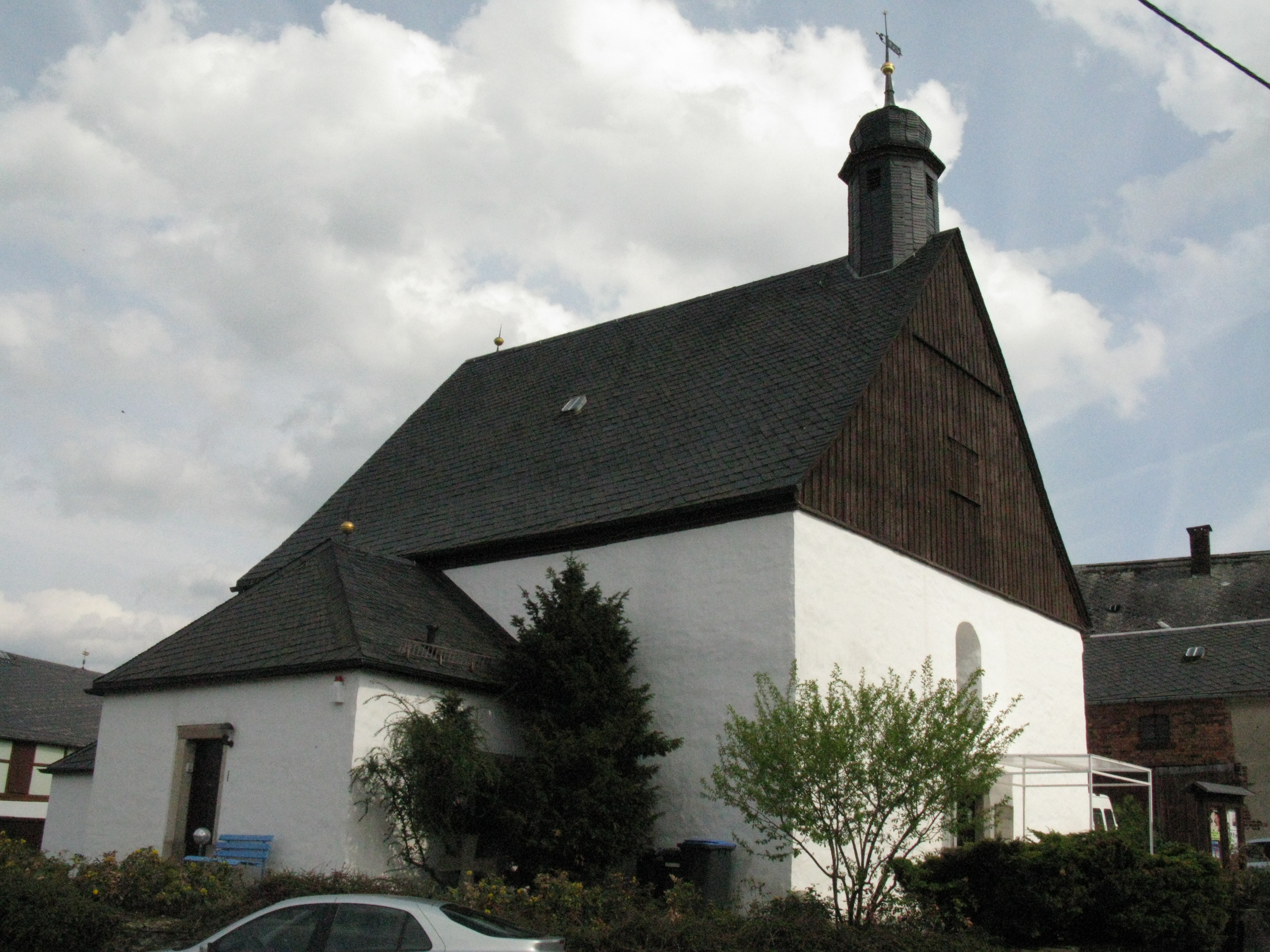
A capela Neuensalz, hoje o centro de concertos e exposições

Neuensalz é um município da Alemanha, situado no distrito de Vogtlandkreis, no estado da Saxônia. Tem 33,49 km² de área, e sua população em 2019 foi estimada em 2.106 habitantes.